# 核糖體移碼

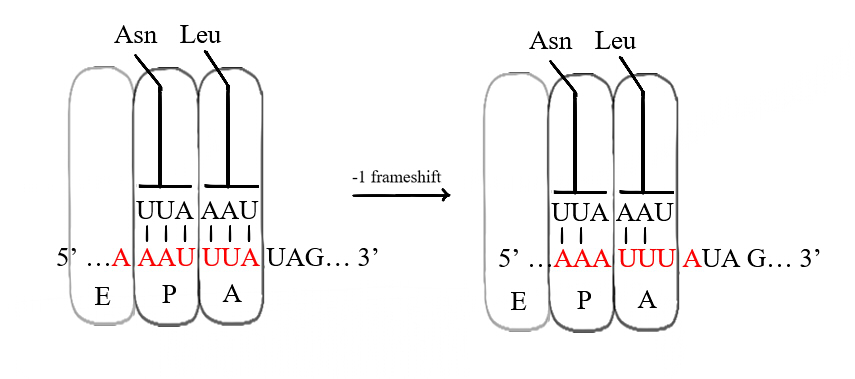
勞斯肉瘤病毒（RSV）的mRNA轉譯時在滑動序列發生-1核糖體移碼

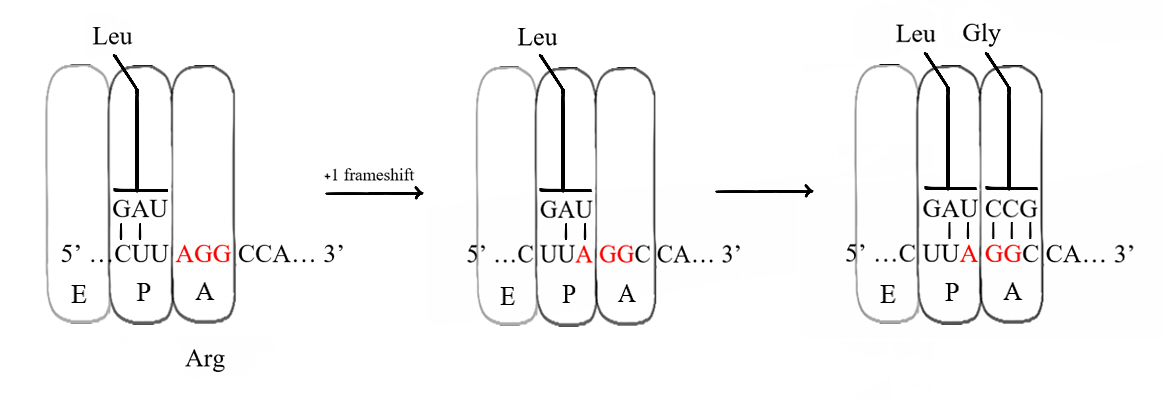
mRNA上出現罕見的精氨酸密碼子AGG，使轉譯停滯，核糖體發生+1核糖體移碼後密碼子變成常見許多的甘氨酸密碼子GGC

核糖體移碼（Ribosomal frameshift）又稱轉譯移碼（Translational frameshift），是生物細胞中核糖體進行轉譯時，mRNA上的特定序列與二級結構使核糖體發生位移而破壞開放閱讀框的現象。由於mRNA上的密碼子是由3個核苷酸對應一個氨基酸，+1、-1等核糖體移碼會影響下游的開放閱讀框，進而轉譯出完全不同的蛋白質。核糖體移碼可使一個mRNA得以轉譯出數種不同的蛋白質產物，此機制主要在病毒（反轉錄病毒、勞斯肉瘤病毒（RSV）、冠狀病毒、流感病毒、反轉錄轉座子等）的mRNA中發現，但也見於一些真核生物細胞基因的mRNA，可能為細胞調控基因表現的機制之一。
最常見的核糖體移碼為-1核糖體移碼（programmed −1 ribosomal frameshifting, −1 PRF），此外還有較罕見的+1核糖體移碼與-2核糖體移碼。發生-1核糖體移碼的序列通常包含滑動序列、間隔序列（spacer）與莖環等三個元件，典型的滑動序列基序為X_XXY_YYH（X可為任意核苷酸、Y為A或U、H則為ACU三者之一），-1移碼發生時，原與XXY密碼子結合的核糖體P位點與其上的tRNA向前位移，改與XXX結合，同時原與YYH結合的A位點與其tRNA也改與YYY結合，新的反密碼子/密碼子配對除密碼子三號位的核苷酸外，一號位與二號位的核苷酸皆與原本的相同，而三號位因有搖擺鹼基對，反密碼子/密碼子的結合力本就較弱，不對兩者的結合造成嚴重影響。
發生+1核糖體移碼的序列則沒有特定基序，一般機制為使用一較罕見（對應tRNA的量較少）的密碼子使轉譯發生停滯，增加核糖體發生移碼的機會。